# 肯內特·米歇爾
肯尼斯·亞歷山大·米歇爾（英語：Kenneth Alexander Mitchell，1974年11月25日—2024年2月24日）是加拿大一名演員。他因在CBS電視網於2006年至2008年播出季上映的電視劇《核爆危機》中飾演埃里克·格林而得名，同時他還在該電視網於2017年至2021年播出季上映的電視劇《星際迷航：發現號》中飾演多個角色。而在電影領域，他出演了2004年公映的體育傳記片《冰上奇跡》中的拉爾夫·考克斯和2019年公映的超級英雄電影《驚奇隊長》中的約瑟夫·丹弗斯。

## 職業履歷
2004年，肯內特·米歇爾與寇特·羅素共同出演了體育類傳記電影《冰上奇跡》。米歇爾在影片中飾演冰球選手拉爾夫·考克斯，他是1980年美國男子冰球奧運隊隊員甄選中最後一個被淘汰的球員。
隨後，米歇爾在電視劇《核爆危機》中飾演了埃里克·格林。這部電視劇曾於2007年5月被CBS電視網取消訂購，但在其粉絲發起拯救該劇的運動後，它又回到了CBS電視網2007年到2008年播出季的節目表中。

## 外部連接
- 肯內特·米歇爾在互联网电影资料库（IMDb）上的資料（英文）
- 肯內特·米歇爾在豆瓣上的资料（简体中文）